# Гендер в деталях
Гендер в деталях (англ. Gender in details) — українське ЗМІ і гендерний консультант з питань фемінізму та гендерної рівності. Позиціюється як науково-популярний онлайн-ресурс. Основна тематика публікацій: гендер та фемінізм.
Консультує громадян, бізнес, державні органи, громадські ініціативи та всіх, хто хоче використати гендерну оптику як інструмент покращення організаційних процесів і власного життя. Консультації надаються через експертне медіа, аудиторські, тренінгові та освітні послуги, проєкти з розвитку спільнот. На сайті розміщуються тематичні огляди, зображення та відео, рецензії, переклади закордонних творів, розслідування, наукові статті, дослідження, статистика, дайджести, приклади з життя на гендерні теми. Інформаційна та просвітницька діяльність ведеться у соціальних мережах. Насамперед це Фейсбук, Інстаграм, а для спілкування з міжнародними аудиторіями команда користується Твіттером та Лінкдіном.
З початку існування Інтернет-ресурс розвинув відвідуваність у 20-30 тисяч користувачів на місяць.
Діяльність ресурсу фінансується з-за кордону.

## Історія
Ресурс був створений у 2016 році з ініціативи й за підтримки представництва Фонду імені Гайнріха Белля в Україні. Якщо на початкових етапах метою проекту було «поглиблене ознайомлення, сприяння розумінню гендерних питань в українському суспільстві» та створення майданчика для дискусій, то сьогодні основною метою його існування є формування агенток змін – дієвих і активних громадян_ок, здатних втілювати гендерну рівність у найрізноманітніших професійних і суспільних контекстах.
Головними редакторками є кандидатка філософських наук Тамара Злобіна та координаторка проекту «Гендерна демократія» Галина Котлюк.
Ідея створення належить Ганні Довгопол[джерело?], яка «відчула суспільну потребу якісного діалогу на гендерні теми в Україні після Євромайдану, але водночас відсутність Інтернет-платформи, де був би зібраний максимум доступної інформації, а також була б можливість висловитися й обмінятися думками».
З моменту виникнення проєкт сформував спільноту представниць та представників, надавши доступ до знань, інструменти аналізу, а також майданчик для відкритого діалогу. Окрім доступу до інформації та обміну думками, команда проєкту організовує інформаційні кампанії в українському інформаційному та публічному просторах, привертаючи увагу до питань гендерної рівності.

## Основні розділи медіа

### Тема сезону
На сайті щосезону висвітлюється певна тема. Тема сезону передбачає вивчення різних аспектів українського контексту із застосуванням різноманітних підходів — від фахових досліджень до соціально-критичного гумору, переклади наукових текстів, обговорення у форматі дослідницького діалогу, а також організація культурних та освітніх подій. Після завершення сезону формується збірка тематичних матеріалів[ангажоване джерело], що стануть корисними для використання у навчальних, дослідницьких цілях та у професійній сфері (журналістика, психологія, державне управління тощо).

### Спеціальні рубрики
Література. Авторка спецрубрики – літературознавиця Ірина Ніколайчук. У розділі представлений огляд класичної та сучасної літератури через гендерну призму. З класичної української літератури були проаналізовані та рецензовані такі твори: поема Івана Котляревського «Енеїда», роман Марка Вовчка «Жива душа», повість Івана Франка «Перехресні стежки», роман Володимира Винниченка «Чесність з собою», повість Олени Пчілки «Товаришки», оповідання Валер’яна Підмогильного «Проблема хліба», драма Лесі Українки «Блакитна троянда», новела Ольги Кобилянської «Природа» та інші. З сучасної літератури — повість Оксани Забужко «Я, Мілена», оповідання Валентини Мастєрової «Сиродій», новела Галини Тарасюк «На Чортовій греблі» та інші.[джерело?]
Сексуальна освіта. Авторка рубрики – журналістка Дарина Мізіна. У розділі висвітлюється становище сексуальної освіти в Україні та аналізується досвід інших країн.[джерело?]
«Безстрашні: вони творять фемінізм». Проєкт, присвячений феміністичному просвітництву. Авторка проекту соціологиня Тамара Марценюк проводить інтерв'ю з експертками з гендерних та феміністських питань: Мар'яною Рубчак, Мартою Богачевською-Хом'як, Наталією Карбовською, Тетяною Ісаєвою, Оксаною Дюжер. В рамках проєкту в березні-квітні 2019 року була проведена однойменна виставка й лекторій.
Поради батькам. У рубриці висвітлено поради щодо пошуку унікального підходу до дитини й виховання без трансляції гендерних стереотипів. Авторкою та кураторкою рубрики є психологиня Марта Приріз.[джерело?]
Юридична консультація. Розділ присвячений юридичній просвіті та допомозі у питаннях гендерних відносин та жіночого досвіду. Авторки матеріалів – юристки Олена Зайцева, Катерина Вітер, Галина Федькович та Тетяна Жидачек.[джерело?]
Впливові: світ. Рубрика знайомить із біографіями та досягненнями політикинь від середньовічних часів до сьогодення. Матеріал підготували стажерки ресурсу.
Впливові: Україна. У розділі зібрано досягнення та інформацію про професійних шлях українських політикинь. Рубрика створена зусиллями стажерок ресурсу.
#HEFORSHE. Рубрика розкриває питання, що стосуються чоловіків і токсичної маскулінності, містить інтерв’ю з українськими профеміністами та чоловічі рефлексії на тему підтримки жіночого руху.
#СЕКСИЗМ_ПАТРУЛЬ. У цій рубриці зібрано сексистські коментарі українських політиків та високопосадовців, проаналізовано їхній зміст та надано аргументоване спростування з поясненням, як саме подібні висловлювання дискримінують за статтю.
Англомовна література на гендерну тематику в Україні. Метою колекції є полегшити доступ до інформації про гендер в Україні англійською мовою. Публікації класифіковано за тематичним принципом: дослідницькі профілі; книги та антології; жіночий активізм під час війни та революції; феміністичний активізм в Україні; дефініції українського фемінізму; ЛГБТ; жінки в українській політиці; жінки та ринок праці; сурогатне материнство й проституція; насильство проти жінок; планування сім’ї; аборти й контрацепція; гендерні ролі в сім’ї; ідеали маскулінності; ідеали фемінності; порівняльна статистика та законодавча база.

### Бібліотека
Колекція доступних академічних текстів на гендерні теми в царинах економіки, історії, мистецтва, освіти, права, політики та суспільних наук, а також результати практичних досліджень. У бібліотеці доступні як класичні праці, так і сучасні публікації.

### Спільнота
Містить інформацію про зареєстрованих користувачів(-ок) ресурсу, гендерні організації та ініціативи в Україні (кризові центри, культурні проєкти й події, Фейсбук-сторінки та спільноти, академічні центри гендерних досліджень, університетські програми, фонди, ініціативні групи, видання й громадські організації), та офлайн-події, які організовує команда ресурсу, як-от проєкт «Феміністична кава» – розмова про гендер за філіжанкою кави, однією з гостей якого була Урядова уповноважена з гендерної політики Катерина Левченко.

### Мультимедіа
Відео, медіа та зображення – можуть слугувати наочним матеріалом та візуальним контентом для використання під час дискусій. Авторським коміксом ресурсу є «ВАУ» – серія жартівливих картинок про сексизм навпаки, а також «Подякуй феміністкам». Команда створює ролики до 8 березня і Прайд-тижня з метою привернення уваги й вокалізації різноманітних досвідів.

### Новини
Щопонеділка викладають тижневий дайджест подій в Україні на гендерну тематику, також розділ пропонує різноманітні прес-релізи, прес-анонси та повідомлення про події в Україні та в світі.  